# Лосев, Константин Семёнович
Константин Семёнович Лосев (13 октября 1918, ст. Тяжин, Мариинский уезд, Томская губерния, Сибирская республика — 2008) — советский государственный и партийный деятель.

## Биография
Родился 13 октября 1918 на станции Тяжин Мариинского уезда Томской губернии Сибирской республики (ныне посёлок городского типа в составе Тяжинского района Кемеровской области России).

### Образование
В 1941 окончил Томский электромеханический институт.

### Трудовая деятельность
В 1959 избран секретарем Полудинского районного комитета партии, в 1962—1964 гг. возглавлял территориально-производственное управление совхозов и колхозов. В 1964 году на партийно-государственных должностях в Северо-Казахстанском областном комитете партии, затем в комитете народного контроля, 2-й секретарь Северо-Казахстанского обкома партии. Возглавил вновь созданный комитет ЦК Компартии по Джезказганской области. В 1973 был избран первым секретарём Джезказганского областного комитета КП Казахстана.
Депутат Верховного Совета СССР 9 и 10-го созыва (1974,1979), депутат Верховного Совета КазССР (1972). Избран членом ЦК КПК (1978). Делегат 26-го съезда КПК.

## Награды
За заслуги перед отечеством награжден орденами Ленина (1957), Октябрьской революции (1974), Трудового Красного Знамени (1967, 1971, 1980), медалями, грамотами Верховного Совета КазССР.

## Приечания
1. ↑  Қарағанды. Қарағанды облысы: Энциклопедия. — Алматы: Атамұра, 2006.